# Sándor László (honvéd)
Sándor László (Csíktaploca, 1796 – Kolozsvár, 1849. október 18.) honvéd, táblabíró, 1848-49-ben nemzetőrtiszt. Urban ezredes kötél általi halálra ítélte, és a Szamosfalva felé vezető út mellett 1849. október 18-án kivégeztette Tamás András csíkszépvízi honvéd alezredessel együtt.

## Élete
Sándor László születésének csak évét – 1796 – ismerjük. Sándor László egyik unokája, Szőrtsey Antal állítása szerint említett Csíktaplóczán lakott ugyan, de Csíkszentmihályon született. A szabadságharc előtt és alatt semmiféle hivatalt nem viselt. Birtokosként a megyei gyűléseken heves ellenzéki beszédeket tartott, ezért „nagyszájú Sándor Lászlónak” nevezték. Asztalos Lajos szerint nem sikerült tisztázni, volt-e rangja vagy sem. Egyes vélemények szerint ugyanis őrnagy volt, mások szerint táblabíró és nemzetőr-százados. Sógornője meglátogatta a börtönben – a Farkas utcai kegyesrendi (később piaristának mondott) gimnázium épületében –, de izgatottságában nem figyelte meg, hogy egyen- vagy polgári ruha volt-e rajta. Küldetésének az volt a célja, hogy tudassa vele: bujdosó fia, János, kész érette kiszolgáltatni magát az osztráknak. Sándor László ezt elutasította: „...én már törődött agg vagyok, az élet rám nézve már semmi beccsel sem bír..., fiam meneküljön, míg a fergeteg elmúlik..., s akkor éljen boldogul”.

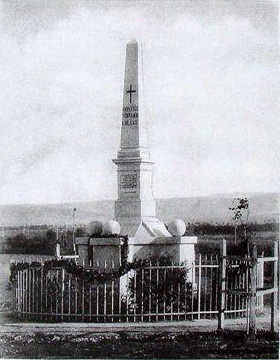
A szamosfalvi emlékmű régi képeslapon. A 2000-es években már csak az alsó része volt meg.

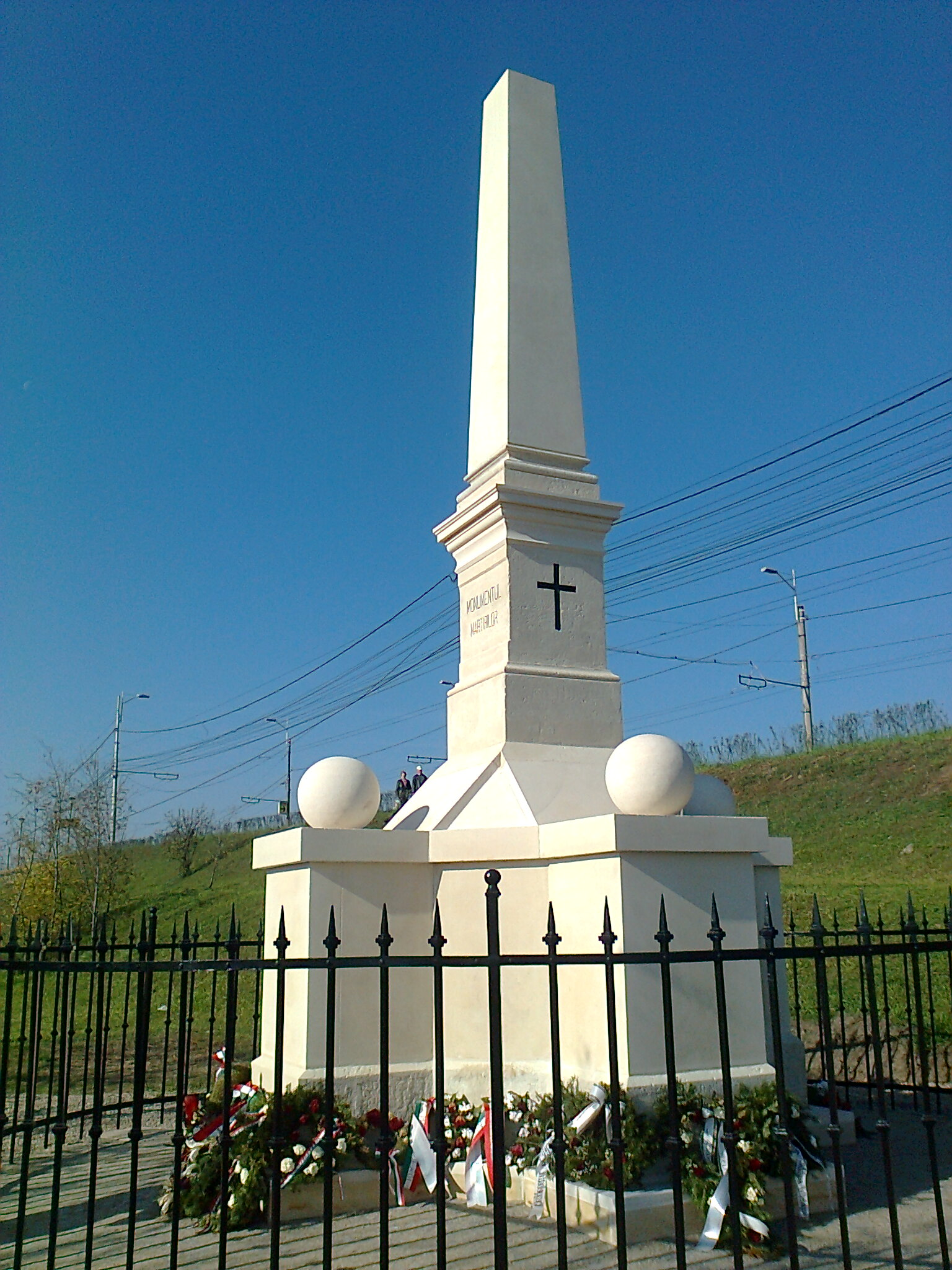
A 2013. október 18-án újra avatott felújított emlékmű

Sándor Lászlót gyilkosság vétkéért ítélték halálra. A vád szerint ugyanis 17 pálosit, akit Székelyudvarhelyre kellett kísérnie, az úton agyonlövetett. A valóságban ezek hadifoglyok voltak, s Udvarhely felé menet fegyveres csapat támadt rájuk, hogy a foglyokat kiszabadítsa. Sándor László tüzet vezényelt, s a foglyok – de a támadók közül is többen – meghaltak. A kortársak szerint ezek kegyetlen gyilkosok voltak, akik többek között nőket nyúztak meg elevenen, földobott kisdedeket lándzsával fogtak ki. Sándor Lászlót a szabadságharc bukása után Csíktaplocán fogták el, és „a lehető legkíméletlenebb módon hurcolták Kolozsvárra”.
Az elítélteket László Márton Ferenc-rendi szerzetes kísérte utolsó útjára, akit egyébként Marci bácsinak neveztek.

## Emlékezete
A sír a kivégzőhely közelében, a kivégzettek emlékére emelt emlékoszloptól néhány száz lépésre, Szamosfalva felé a vasút jobb oldalán volt. Lénárt Dénes iskolásként részt vett a megemlékezésen. A feliratot látta ugyan, de szövegére nem emlékszik. Az 1960-as években a területet parcellázták. Az 1960-as évek vége felé épültek itt az első kis házak. Valószínűleg ekkor tüntették el a síremléket. Egyes állítások szerint a maradványokat 1995-ben egy családi ház alapjának kiásásakor találták meg, innen ismeretlen helyre szállították. Az emlékoszlop alsó részén a havonta kétszer megjelenő kolozsvári folyóirat, az 1848–49. Történelmi Lapok tájékoztatása szerint az alábbi szöveg volt olvasható: A HAZÁÉRT/ÉS A NEMZET JOGAIÉRT/1849. OKTÓBER 18-ÁN/E HELYEN,/A BITÓFÁN VÉRTANUHALÁLT/SZENVEDETT/TAMÁS ANDRÁS ALEZREDES/Sz. CSIKMÁDÉFALVÁN 1784. X/16,/SÁNDOR LÁSZLÓ TÁBLABIRÓ/AZ I. SZÉKELY EZRED 1-SŐ ZÁSZLÓALJÁBAN/NEMZETŐR TISZT/Sz. CSIKTAPLÓCZÁN 1796. –összegzi a helytörténész. A földön heverő egyik kődarab ma kibetűzhető szövege: [...]/48–49-ES/ALEZREDES/SÁNDOR LÁSZLÓ/ŐRNAGY/48–49/VÉRTANUK/EMLÉKÉRE/. Az emlékmű felső része a földön hever, több darab hiányzik belőle. Egykori felirata: HONVÉD/VÉRTANÚK/EMLÉKE.